# LAMOST-HVS1
LAMOST-HVS1 – gwiazda hiperprędkościowa odkryta w 2014 roku, poruszająca się z prędkością 477 km/s (ponad 1,7 milionów kilometrów na godzinę) względem centrum Galaktyki. Jest to dwudziesta odkryta gwiazda tego typu, a w momencie jej odkrycia była to druga pod względem jasności obserwowanej i zarazem najbliższa Ziemi gwiazda hiperprędkościowa. Jest to jedna z najbardziej masywnych znanych gwiazd tego typu; jej masa wynosi około dziewięć razy więcej niż masa Słońca. Jest to pierwsza gwiazda hiperprędkościowa odkryta przez chiński teleskop LAMOST.

## Nazwa
Pierwszy człon nazwy, „LAMOST”, to nazwa teleskopu, przez który gwiazda została odkryta. Akronim „HVS” pochodzi od angielskich słów hypervelocity star (gwiazda hiperprędkościowa). Liczba „1” oznacza, że jest to pierwsze tego typu odkrycie teleskopu LAMOST.

## Odkrycie
Gwiazda została odkryta przez zespół naukowców z University of Utah pod kierownictwem Zhenga Zhenga. Badania były sfinansowane przez National Science Foundation i chiński rząd.

## Charakterystyka
Gwiazda należy do typu widmowego B, a jej masa wynosi około 9 M☉. W momencie jej odkrycia należała do trzech najbardziej masywnych znanych gwiazd hiperprędkościowych. Gwiazda odległa jest od Układu Słonecznego o około trzynaście tysięcy parseków, jej obserwowana wielkość gwiazdowa wynosi około 13m.
Wiek gwiazdy szacowany jest na około 32 miliony lat (dla porównania wiek Słońca wynosi około 4,6 miliardów lat), gwiazda jest ponad cztery razy bardziej gorąca od Słońca, a jej absolutna wielkość gwiazdowa jest około 3400 większa od Słońca.
W stosunku do centrum Galaktyki gwiazda porusza się z prędkością 477 km/s, a w stosunku do Układu Słonecznego jej prędkość wynosi 620 km/s.
W przeszłości gwiazda najprawdopodobniej stanowiła układ podwójny z inną gwiazdą, ale po bliskim spotkaniu z czarną dziurą układ gwiazd został rozerwany, a LAMOST-HVS1 otrzymała potężnego „kopniaka” grawitacyjnego, który nadał jej obecną znaczną prędkość.